# 平成23年台風第5号
平成23年台風第5号（へいせい23ねんたいふうだい5ごう、アジア名：メアリー〔Meari、命名国：朝鮮民主主義人民共和国、意味：やまびこ〕）は、2011年6月22日に発生し、6月27日に消滅した台風である。日本の南西諸島、フィリピン、韓国、中国の山東と遼寧、北朝鮮に被害を与えた。

## 概要

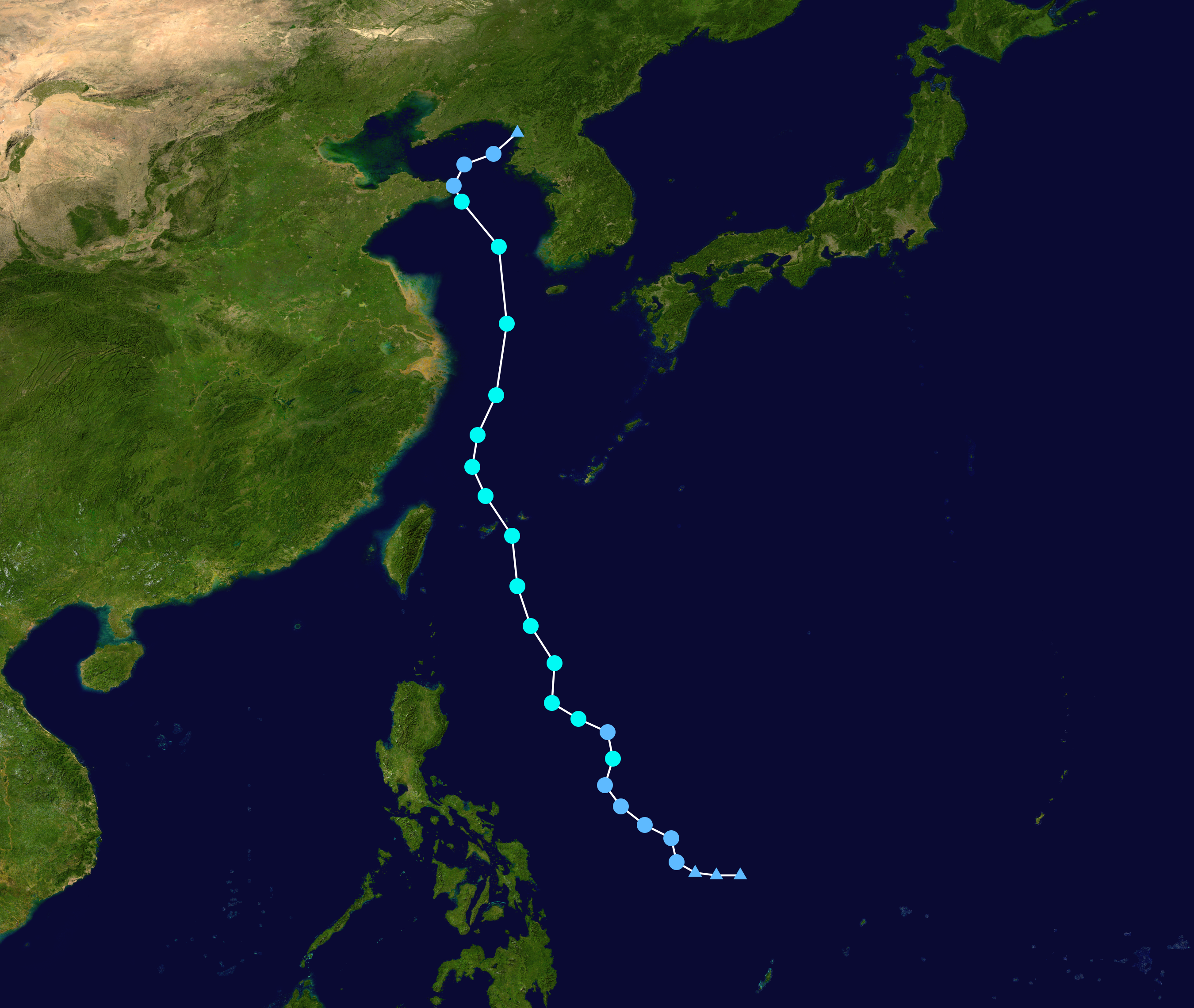
進路図

6月21日3時にフィリピンの東（北緯11度・東経133度24分）で熱帯低気圧が発生し、22日9時に台風5号となって、アジア名「メアリー（Meari）」と命名された。また、フィリピン大気地球物理天文局（PAGASA）はこの台風について、フィリピン名「ファルコン（Falcon）」と命名した。
。発生当初から大きめの台風であり、北よりに進みながら少しずつ発達して6月22日21時には大型の台風となる。
6月24日、大型の勢力で南西諸島に接近。19時頃に沖縄県の先島諸島が台風の暴風域に入った。19時4分には宮古島市下地島空港で最大瞬間風速39.1メートルを観測。また、台風の影響で同市では一時約100世帯が停電した。
台風は6月24日夜から25日にかけて先島諸島を通過。同日8時頃には沖縄県の全観測地点が台風の暴風域から抜けた。その後は弱まりながら東シナ海を北上し、6月26日18時には中心気圧985hPa、最大風速25メートルまで弱まって暴風域がなくなった。
太平洋高気圧の張り出しが強かったため、その後も黄海を北上する6月としては異例な進路をとり、6月27日1時北朝鮮の文徳郡付近に上陸した。6月に台風が朝鮮半島に上陸するのは昭和38年台風第5号以来48年ぶりであった。台風に向かって暖湿流が吹き込み、台風からやや離れた九州以北でも大気の状態が不安定となり、各地で雷雨となった。台風は上陸して間もない6時に温帯低気圧に変わった。

## 進路の経過
- 6月21日 3時 - カロリン諸島で元となる熱帯低気圧が発生。
- 6月22日 6時 - フィリピンの東海上で台風5号になる。
- 6月22日 21時 - 同海上で大型の勢力になる。
- 6月24日 19時 - 沖縄県の先島諸島が暴風域に入る。
- 6月25日 8時 - 全地点が暴風域から抜ける。
- 6月25日〜26日 - 東シナ海・黄海を北上。
- 6月27日 14時10分 - 中国山東省山東半島に上陸。
- 6月27日 1時 - 朝鮮半島に上陸。6時に温帯低気圧に変わる。
- 6月28日 - 台風から変わった温帯低気圧が消滅。

## 被害・影響

### 日本
沖縄県
沖縄県農林水産部より、25日までに判明した県内の農林水産業の被害額が約1億1853万円（このうち宮古地区のサトウキビが約7514万円、八重山地区で約2200万円）と発表された。また、沖縄市で工場のトラックの荷台を清掃していた男性1人が荷台の扉に挟まれ死亡。この台風で国内での死者は初めて。
また、渡嘉敷村、久米島町、豊見城市で1400世帯が一時停電した。
鹿児島県
南九州市で突風が原因とみられる住宅の屋根瓦が飛ばされるなどの被害。
大分県
佐伯市で新聞配達のためにミニバイクを運転していた女性1人が突風にあおられて川に転落し大けが。
静岡県
浜名湖の今切口付近で台風による高波のためボートが転覆し、乗っていた女性1人が死亡した。
交通機関への影響
沖縄県では25日海の便では、沖縄本島や宮古島から各離島へを結ぶ便で朝から欠航。空の便は那覇から県内各地や東京などを結ぶ便が朝から欠航。
鹿児島県では県内各地を結ぶフェリーや航空便が欠航。

### フィリピン
フィリピンでは6月22日から23日にかけて台風が接近し、大雨でルソン島を中心に洪水や鉄砲水が発生。約5万人が避難した。漁船の遭難や川の増水で流されるなどして24日までに14人が行方不明になった。

### 韓国
韓国では台風による洪水などで9人が死亡、3人が行方不明となった。